# Hervormde kerk (Sprang)
De Hervormde kerk, ook wel Grote of Sint-Nicolaaskerk genoemd, is een historisch kerkgebouw in Sprang.

## Geschiedenis
De oudst bekende vermelding van Sprang dateert uit 1313. Reeds in 1325 was er een quarta capella aanwezig. Deze was ondergeschikt aan de parochie te Loon op Zand, waarvan het patronaatsrecht berustte bij de Abdij van Tongerlo. De kapel was gewijd aan de Heilige Nicolaas.
Geleidelijk werd de kapel uitgebreid, eerst met een koor (omstreeks 1400), daarna met een zuidelijk dwarspand (begin 15e eeuw), een noordelijk dwarspand (midden 15e eeuw), de uitbreiding van het schip met drie traveeën (einde 15e eeuw) en in 1475 ten slotte kwam de toren gereed. Voorts een sacristie (einde 16e eeuw).
In 1612 stortte de zuidwesthoek van de toren in, enkele jaren na de inbezitneming van de kerk door de hervormden. Hierbij viel 250 m² steen uit het gebouw. De katholieken verbonden hier een vrome legende aan: Maria zou de kerk door dit gat verlaten hebben en vervolgens zou de duivel door het gat naar binnen zijn gekomen. Daarom was het gat niet te dichten. Het gat werd inderdaad slechts provisorisch gerepareerd, met een houten schot, en bleef vervolgens drie eeuwen lang bestaan. Pas bij de restauratie van 1911 werd het definitief gedicht.
In 1810 werd de spits van de toren deels gesloopt omdat men er een optisch telegraaftoestel van Claude Chappe ging installeren, dat de verbinding tussen Amsterdam en Parijs moest ondersteunen. Via Heusden werden de berichten aldus doorgestuurd naar Dongen. In 1813 werd deze telegraaf weer ontmanteld, om in 1816 te worden gesloopt. Pas in 1821 werd een nieuwe spits op de toren aangebracht.
In 1571 werd Sprang bezocht en beschreven door bisschop Laurentius Metsius. Tussen 1590 en 1600 vond in Schaijk de Reformatie plaats en in 1610 werd de eerste predikant beroepen. Dit was Cornelis Hanecop, die aanbleef tot 1616. Tussen 1602 en 1610 was de inventaris van de kerk al "gezuiverd" van de rooms-katholieke invloeden. Een deel van de inventaris werd verhuisd naar de moederkerk te Loon op Zand. Het kerkgebouw was zo goed als leeg, maar er kwam in 1660 een preekstoel en een herenbank. Nadat het in 1798 verboden werd om de toreningang te gebruiken, werden twee zijingangen aangebracht.
In 1796 werd de toren eigendom van de burgerlijke gemeente en de katholieken meenden aanspraak op de kerk te kunnen maken. Via een overeenkomst zouden de hervormden over de kerk kunnen blijven beschikken, maar moesten ter genoegdoening aan de katholieken een bedrag in termijnen betalen. Dit gaf nogal wat juridische problemen, maar het conflict werd in 1816 door een schikking beëindigd.

## Gebouw
Het laatgotische bakstenen driebeukige gebouw bestaat uit een schip van zes traveeën, waarvan de drie oostelijke het oudst zijn. De later gebouwde westelijke traveeën waren hoger en verraden het plan om ook het oudere deel van de kerk te vergroten. De steunberen van dit deel zijn rijk versierd, onder meer met pinakels. De zuiderdwarsarm is merkwaardig vanwege de veelhoekige afsluiting. Het maaswerk in de vensters is gebaseerd op gevonden fragmenten van het oorspronkelijke maaswerk. 
De bakstenen toren, gerestaureerd in 1911, is versierd met banden van natuursteen en heeft overhoekse steunberen. Ze is rijk versierd met spaarvelden.
Het oudste gedeelte van de kerk wordt gestut door achthoekige bakstenen pijlers, het jongste door bakstenen zuilen. In de sacristie bevindt zich een stergewelf.
De oudste luidklok stamt uit 1475 en droeg de tekst:
ELCK EERE MY
AL IC BESCREY,
DE DODEN
ENDE ROEP
DEN LEVENDEN
TOE GODES DINSTE
1475
S. BUTENDIJC MEACTE MI
Deze klok werd door de bezetter in 1943 gestolen. In 1948 kwam een vervangende klok, waarop, naast de oorspronkelijke tekst, te lezen was:
DE OORSPRONKELIJKE KLOK (...)
WERD OP 1 MEI 1943 DOOR DE BARBAREN
GEROOFD, NADAT DOOR DE PLOTSELINGE
KOMST VAN DUITSE POLITIE, HET PLAN OM DIE
KLOK ONDER DE TOREN TE BEGRAVEN WERD
VERHINDERD.
Ook de klok uit 1606 werd toen gestolen.

## Interieur
In de kerk bevindt zich een preekstoel met koperen lezenaar en een doophek uit omstreeks 1680.
Bij de restauratie van 1956 zijn, bij het bikken van de kalklaag van de binnenmuren, 15e-eeuwse muurschilderingen in secco aan het licht gekomen. Deze werden omstreeks 1600 met een kalklaag overdekt teneinde ze aan de blikken van de (voortaan protestantse) kerkgangers te onttrekken. Door de kalklaag werden de schilderingen juist goed geconserveerd. Helaas is door de werklieden een aantal schilderingen vernietigd, alvorens men in de gaten had waar het om ging. Toentertijd kostte het de Rijksdienst voor Monumentenzorg nog de nodige overredingskracht om de kerkenraad te overtuigen van het belang van het behoud van deze schilderingen. Er zijn nog schilderingen aanwezig op de pilaren, die diverse heiligen voorstellen. In de zuidoosthoek van het zuidertransept is een zeldzame schildering aanwezig van Man van Smarten, omringd door de passiewerktuigen. Deze schildering wordt van zeer hoogstaande kwaliteit beschouwd.
Achter het orgel is een muurschildering te vinden uit 1621, de tijd van de Reformatie dus. Hier zijn drie psalmteksten gekalligrafeerd, te weten:
De Heere is mijn licht ende mijn heyl (psalm 27)
Ick verheugde mij dies, dat mij geseyt is (psalm 122)
Juychet den Heere alle Wereldt (psalm 100)

## Orgel
De Hervormden hebben het lang zonder orgel gesteld: het gezang werd begeleid door een voorzanger. De functie van voorzanger bleef overigens bewaard tot 1929. In 1807 kwam er een kabinetorgel, dat echter in 1830 reeds te klein en zagt van geluid werd bevonden. In 1832 kwam er daarom een groter orgel, gebouwd door H.W. van Gelder. Dit orgel raakte vrij snel in slechte staat en in 1867 ging men op zoek naar een nieuw exemplaar. Dit vond men in de Waalse kerk te Dordrecht. Het stamde uit 1728 en werd gebouwd door Thomas Houben uit Ratingen. In 1804 was het orgel door P.J. Geerkens ingrijpend gewijzigd, waarbij het rugwerk was vervangen door een positief. In 1869 werd het orgel in Sprang in gebruik genomen. In 1953 werd het naar de firma Flentrop gebracht ter restauratie en in 1958 opnieuw in gebruik genomen.
In 2009-2010 werd het orgel weer gerestaureerd door Flentrop Orgelbouw onder advies van Henk Kooiker. Daarbij was het plan om het onderpositief weer te reconstrueren als rugwerk conform bestek en tekeningen van Houben, die bewaard zijn gebleven. Hoewel dit plan voorlopig door de Rijksdienst werd afgekeurd, kreeg men wel toestemming om eventueel later een rugwerk aan het bestaande orgel toe te voegen. Hierop werd besloten de gehele orgelkas 30 cm omhoog te plaatsen, zodat later alsnog mechaniek en een windkanaal voor een rugwerk in de stijl van Houben gerealiseerd kon worden. Een nieuwe pedaaldispositie van 6 stemmen, aansluitend bij de Rijnlandse school, werd gerealiseerd. De lades werden gerestaureerd en het verend sleepsysteem uit 1958 vervangen door nieuwe eiken slepen met afdichting van geweven ringen. De oorspronkelijke ongelijkzwevende temperatuur en toonhoogte van a´ 415 Hz werden niet gereconstrueerd. De winddruk werd teruggebracht naar 75 mm. De orgelkas werd, na grondig onderzoek van de oude verflagen, door restauratieschilder De Jongh uit Waardenburg weer in de oorspronkelijke kleur roodpalissander geschilderd, waarbij nieuwe gouden biezen werden aangebracht. Op 13 november 2010 werd het orgel weer in gebruik genomen.